# Lokomotive Nischni Nowgorod
Lokomotive Nischni Nowgorod ist ein russischer Fußballverein aus der Stadt Nischni Nowgorod. Der Verein war eines der Gründungsmitglieder der Premjer-Liga, Russlands oberster Liga. 

## Geschichte
Die Eisenbahner-Mannschaft wurde 1916 in Nischni Nowgorod gegründet. Das Team hieß Tscherwonka (russisch Червонка; 1918–1922), Spartak (russisch Спартак; 1923–1930), Tjaga (russisch Тяга; 1931) und Schelesnodoroschniki (russisch Железнодорожники; 1932–1935 („Eisenbahner“)). Von 1936 bis 2002 trug der Verein den Namen Lokomotive Gorki (bis 1990) bzw. Lokomotive Nischni Nowgorod (seit 1990); teilweise mit Namenszusätzen (1992 Lokomotive-Eretisport (russisch Локомотив-Эрэтиспорт), 1993 Lokomotive-Sportsmen (russisch Локомотив-Спортсмен), 2002 Lokomotive-GScheD (russisch Локомотив-ГЖД)). Der Name wurde 2002 in Lokomotive-NN (russisch Локомотив-НН) geändert. 
Lokomotive ist für seine Fußballschule bekannt und konnte jedoch bis 1987 nicht überregional auf sich aufmerksam machen. 1987 stieg man in die zweite sowjetische Liga auf, 1989 schaffte der Verein den Aufstieg in die 1. Division, wo er sich zwei Jahre halten konnte. Im Jahr 1992 wurde Lokomotive in die neugegründete Premjer-Liga eingeteilt und erreichte mit einem sechsten Platz das beste Resultat der Vereinsgeschichte. Im Jahr 1997 stieg man nach fünf Jahren aus der obersten russischen Liga ab. Im gleichen Jahr erreichte Lokomotive das Halbfinale des UI-Cups. 1998 gelang der sofortige Wiederaufstieg, gefolgt von zwei weiteren Jahren in der Premjer-Liga (1999 und 2000). 
Nach zwei Abstiegen in Folge wurde der Verein 2001 neuorganisiert und fing im Amateurbereich wieder an. Im Jahr 2002 gelang der Aufstieg in die drittklassige 2. Division, in der sich Lokomotive bis zum Ausschluss wegen fehlender finanzieller Rücklagen 2006 hielt. Etwa gleichzeitig wurde beschlossen, dass das bisher in Tscheljabinsk spielende Spartak-Team nach Nischni Nowgorod umzieht und das Trainingsgelände als auch das Stadion von Lokomotive N. N. übernehmen soll.
2018 wurde erneut eine Mannschaft mit dem Traditionsnamen Lokomotive Nischni Nowgorod bei den entsprechenden Behörden angemeldet, seitdem spielt der Klub wieder unterklassig.

## Bekannte ehemalige Spieler
- Andrei Afanassjew
- Virginijus Baltušnikas
- Darius Gvildys
- Tamasi Jenik
- Dmitri Kusnezow
- Artur Petrosjan
- Wiktor Subarew
- Wladimir Tatartschuk
- Karel Urbánek
- Dmitri Wjasmikin